# Пашко, Гуто
Гуто Пашко (порт. Guto Pasko, Guto Pasco; род. 27 мая 1976) — бразильский кинорежиссёр украинского происхождения; президент Ассоциации видео и кинематографии штата Парана, национальный директор бразильской Ассоциации документального кино; владелец студии и актёрского агентства GP7 Cinema.

## Биография
Гуто — старший ребёнок в семье из 11 детей, 5-е поколение переселенцев с Тернопольщины.
Родился 27 мая 1976 года недалеко от города Прудентополис (штат Парана, Бразилия).
Воспитывался на традиционных украинских языковых, этических и религиозных началах.
После учёбы снял документальный фильм «Made in Ucrania. Украинцы Параны» (порт. «Made In Ucrania - Os Ucranianos no Paraná»), рассказывающий о современном состоянии украинской диаспоры в штате Парана.
Всего он снял пять фильмов на украинскую тематику. Среди них «Иван-назад в прошлое» и «Село».
Впоследствии — заметный общественный и политический активист украинской диаспоры Бразилии, баллотировался в депутаты на местных выборах от Социалистической народной партии (PPS).
В конце 2000-х занимал следующие должности: президент Ассоциации видео и кино штата Парана (AVEC); директор Национальной реорганизации бразильской Ассоциации документального и короткометражного кино (ABD Nacional); директор Форума культурных представительств города Куритиба; член муниципального совета по культуре города Куритиба.
В 2024 году посетил пострадавшие от боевых действий области Украины в составе делегации бразильских журналистов и редакторов в рамках программы «Солидарность с Украиной».